# Patrick Steadman

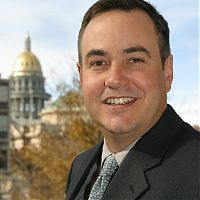
Patrick Steadman

Patrick Steadman (* 31. März 1964) ist ein US-amerikanischer Politiker.

## Leben
Steadman wuchs in Westminster, Colorado auf. Er studierte Rechtswissenschaften an der University of Colorado. Nach seinem Studium war er als Rechtsanwalt tätig. Als Politiker wurde er Mitglied der Demokratischen Partei. Als Nachfolger von Jennifer Veiga saß Steadman von 2009 bis Januar 2017 im Senat von Colorado. Seine Nachfolgerin im Senat wurde Lois Court. Steadman lebt mit seinem Lebensgefährten in Denver.